# Farallonplaat

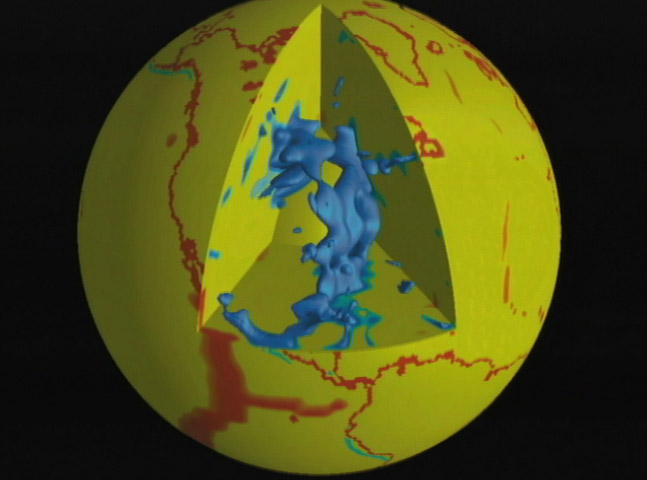
Een softwaremodel van de NASA van de restanten van de Farallonplaat, diep in de aardmantel.

De Farallonplaat was een oceanische tektonische plaat waarvan tegenwoordig alleen fragmenten zijn overgebleven: de Juan de Fucaplaat, de Cocosplaat en de Nazcaplaat. De plaat is genoemd naar de Farallon-eilanden ten westen van San Francisco.
Voor het opbreken van Pangea in het Jura was de Grote Oceaan net als de Atlantische Oceaan tegenwoordig in twee min of meer gelijke helften verdeeld door een mid-oceanische rug: de Pacifische Plaat in het westen en de Farallonplaat in het oosten. De Farallonplaat begon daarna onder de westrand van de Zuid-Amerikaanse Plaat en Noord-Amerikaanse Plaat (die destijds ongeveer lag bij wat nu Utah is) te subduceren. Het centrale gedeelte van de Farallonplaat is inmiddels compleet verdwenen onder de Noord-Amerikaanse Plaat. 
De fragmenten van de plaat subduceren tegenwoordig respectievelijk onder Noord-Amerika (Juan de Fucaplaat), Midden-Amerika (Cocosplaat) en Zuid-Amerika (Nazcaplaat). Verwacht wordt dat in een aantal tientallen miljoenen jaren ook deze fragmenten geheel verdwenen zijn. Seismische tomografie heeft aangetoond dat zich in de mantel onder Noord-Amerika een groot stuk van de vroegere Farallonplaat bevindt.